# Boloceractis gopalai
Boloceractis gopalai is een zeeanemonensoort uit de familie van de Boloceroididae. De wetenschappelijke naam van de soort is voor het eerst geldig gepubliceerd in 1937 door Panikkar.